# Amegilla preissi
Amegilla preissi es una especie de abeja excavadora perteneciente al género Amegilla, categorizada en la tribu Anthophorini, de la subfamilia Apinae. Fue descrita científicamente por el naturalista inglés Theodore Dru Alison Cockerell en 1910.
La hembra mide 15 mm de longitud, las alas anteriores 10,3 mm; el macho mide 13,5 mm de longitud y las alas anteriores 9,7 mm.

## Distribución
La especie se distribuye por Australia, en los estados de Australia Occidental, Nueva Gales del Sur y Queensland.